# Eliza Petrăchescu
Eliza Petrăchescu (n. 15 iunie 1911, Vaslui, Vaslui, România – d. 4 martie 1977, București, România) a fost o actriță română de teatru și film, victimă a cutremurului din 4 martie 1977.

## Biografie
Fiica lui Maria Tărtăcuță, din Huși și a lui Gheorghe Petrăchescu din Negrilești-Vaslui. A abolvit Liceul de fete al Societății Ortodoxe Române din Vaslui. A absolvit în anul 1932 Conservatorul de Artă Dramatică din Iași, a fost eleva preferată a actriței Agatha Bârsescu. Din 1929 până în 1941 a jucat în peste 40 de roluri pe scena Teatrului Național „Vasile Alecsandri” din Iași.
În 1941 i-a fost recomandată lui Liviu Rebreanu de regizorul Ion Sava, ajuns de la Iași la Teatrul Național „Ion Luca Caragiale” din București. S-a transferat in capitală și s-a afirmat ca tragediană.
Pe marele ecran a debutat în 1946 în Pădurea îndrăgostiților și a jucat în ultimul film în anul 1976, când a apărut în rolul Profira din Tănase Scatiu.
În televiziune a debutat în anul 1964 cu rolul mamei din piesa Neînțelegerea de Albert Camus.
Ultimul său rol în teatru, după o absență de 12 ani, a fost cel al reginei din piesa Oamenii cavernelor a lui William Saroyan, jucată în stagiunea 1976-1977 la Teatrul Mic din București (premiera pe 15 ianuarie 1977) în regia lui Dinu Cernescu. După moartea ei, Eliza Petrăchescu a fost înlocuită de actrița Dina Cocea.
A murit la cutremurul din 4 martie 1977, atunci când blocul Belvedere, în care locuia la etajul 7, s-a prăbușit total. Corpul ei nu a fost găsit niciodată.

## Distincții
- Ordinul „Meritul Cultural” în gradul de Medalie cl. I, pentru teatru (23 septembrie 1942)[7]

## Teatrografie[2]
|                       | Acest articol sau această secțiune are bibliografia incompletă sau inexistentă. Puteți contribui prin adăugarea de referințe în vederea susținerii bibliografice a afirmațiilor pe care le conține. |                                            |                                                  |
| Stagiunea 1932-1933   | |                                            |                                                  |
| Elevul Ftiriadi       | Un pedagog de școală nouă | I.L. Caragiale                             | Teatrul Național - Iași                          |
| Prima afurisită       | Infernul | Karen Bramson                              | Teatrul Național - Iași                          |
| Sașa                  | Cadavrul viu | Lev Tolstoi                                | Teatrul Național - Iași                          |
| O coafeză             | Anuța | Lucreția Petrescu                          | Teatrul Național - Iași                          |
| Chelnărița            | Crahul Băncii Nemo | Louis Verneuil                             | Teatrul Național - Iași                          |
| Servitoarea           | Fabia | Al. Sabaru                                 | Teatrul Național - Iași                          |
| Brigit                | Napoleon între noi | W. Hasenclever                             | Teatrul Național - Iași                          |
| Augusta, fată în casă | La întrecere cu umbra | W. von Scholz                              | Teatrul Național - Iași                          |
| Stagiunea 1933-1934   | |                                            |                                                  |
| Gazda                 | Tatăl | A. Strindberg                              | Teatrul Național - Iași                          |
| Rose Naurrant         | Scene de stradă | Elmer Rice                                 | Teatrul Național - Iași                          |
| Nany, o gheișă        | Gheișa | Owen Hall și Hary Greenbank                | Teatrul Național - Iași                          |
| Stagiunea 1934-1935   | |                                            |                                                  |
| Berthe                | Tatăl | A. Strindberg                              | Teatrul Național - Iași                          |
| Clara                 | Sfârșitul Sodomei | H. Sudermann                               | Teatrul Național - Iași                          |
| Păpușica              | Visuri americane | Profira Sadoveanu                          | Teatrul Național - Iași                          |
| Stagiunea 1935-1936   | |                                            |                                                  |
| Chinezoaica           | Scrisoarea | S. Maugham                                 | Teatrul Național - Iași                          |
| Giovanna              | Visul tău, Lucia | Gherardo Gherardi                          | Teatrul Național - Iași                          |
| Lilia                 | Gaudeamus | Leonid Andreev                             | Teatrul Național - Iași                          |
| Nana                  | Otrava | Emile Zola                                 | Teatrul Național - Iași                          |
| Altă jupâneasă        | Rodia de aur | Adrian Maniu și Al.O.Teodoreanu            | Teatrul Național - Iași                          |
| Stagiunea 1936-1937   | |                                            |                                                  |
| Doamna Maurtmart      | Madame Sans-Gene | Victorien Sardou                           | Teatrul Național - Iași                          |
| Sonia                 | Gelozia | Artzibașaev                                | Teatrul Național - Iași                          |
| Mary Tilford          | Inocentele | Lilian Hell                                | Teatrul Național - Iași                          |
| Stagiunea 1937-1938   | |                                            |                                                  |
| Ofelia                | Hamlet | W. Shakespeare                             | Teatrul Național - Iași                          |
| Lulu                  | El, eu și celălalt | Andre Mouezy-Eon                           | Teatrul Național - Iași                          |
| Stagiunea 1939-1940   | |                                            |                                                  |
| Stasie                | Chiriașul de la al III-lea | Jerome K. Jerome                           | Teatrul Național - Iași                          |
| Maria                 | Două orfeline | D'Emmery și Cormon                         | Teatrul Național - Iași                          |
| Marianne Casin        | Zile fericite | Claude Andre Pauget                        | Teatrul Național - Iași                          |
| Marina                | Puterea întunericului | L.N.Tolstoi                                | Teatrul Național - Iași                          |
| Katy                  | Mireasa din Trascău | Otto Indig                                 | Teatrul Național - Iași                          |
| Stagiunea 1940-1941   | |                                            |                                                  |
| Mami                  | Comedia zorilor | Mircea Ștefănescu                          | Teatrul Național - Iași                          |
| Emilie Webb           | Orașul nostru | Thorton Wilder                             | Teatrul Național - Iași                          |
| Elsa                  | Punctul negru | C. Kadelburg și R. Presber                 | Teatrul Național - Iași                          |
| Muntenia              | 8 iunie 1940 | G. Lesnea, Sandu Teleajen și Th. Kiriacoff | Teatrul Național - Iași                          |
| Stagiunea 1941-1942   | |                                            |                                                  |
| Leana Tîrziu          | Copiii pământului | C. Corteanu                                | Teatrul Național - București                     |
| Judith O'Linden       | Fascinație | Key Winter                                 | Teatrul Național - București                     |
| Pajul                 | O sărutare | I. Petrovici                               | Teatrul Național - București                     |
| Julietta              | Într-o vară la moșie | Aurel și Lucia Șerbănescu                  | Teatrul Național - București                     |
| Stagiunea 1942-1943   | |                                            |                                                  |
| Anca                  | Năpasta | I.L.Caragiale                              | Teatrul Național - București                     |
| Elektra               | Iphigenia la Delphi | G. Hauptmann                               | Teatrul Național - București                     |
| Agnes                 | Taina nunții | Edouard Bourdet                            | Teatrul Național - București                     |
| Amina                 | Pe urma soarelui | Ana Luca                                   | Teatrul Național - București                     |
| Stagiunea 1943-1944   | |                                            |                                                  |
| Gasparina Toretta     | Dar nu e nimic serios | L. Pirandello                              | Teatrul Național - București                     |
| Nastasia              | Domnișoara Nastasia | G.M.Zamfirescu                             | Teatrul Maria Filotti - București                |
| Stagiunea 1944-1945   | |                                            |                                                  |
| Vanda                 | Am visat paradisul | Guido Santini                              | Teatrul Comedia - București                      |
| Stagiunea 1945-1946   | |                                            |                                                  |
| Katerina              | Furtuna | A. Ostrovski                               | Teatrul Comedia - București                      |
| Katiușa Maslova       | Învierea | L.N. Tolstoi                               | Teatrul Comedia - București                      |
| Eschimoasa Naroutcha  | Lupii | GeorToudouze                               | Teatrul Comedia - București                      |
| Luciana               | Casa cu două fete | Mircea Ștefănescu                          | Teatrul Comedia - București                      |
| Stagiunea 1946-1947   | |                                            |                                                  |
| Judith O'Linden       | Fascinație | Key Winter                                 | Teatrul Victoria - București                     |
| Tinca                 | Omul din Ceatal | M. Davidoglu                               | Teatrul Național - București                     |
| Stagiunea 1947-1948   | |                                            |                                                  |
| Domnișoara            | Domnișoara | Jacques DEval                              | Teatrul Național - București                     |
| Stagiunea 1953-1954   | |                                            |                                                  |
| Sofia                 | Schimbul de onoare | M. Davidoglu                               | Teatrul Național - București                     |
| Stagiunea 1953-1954   | |                                            |                                                  |
| Domnișoara Koller     | Cei din Dangaard | Martin Andersen Nexo                       | Teatrul Național - București                     |
| Stagiunea 1956-1957   | |                                            |                                                  |
| Arminda, suflet trist | Blestematele fantome | Eduardo de Fillippo                        | Teatrul Național - București                     |
| Stagiunea 1958-1959   | |                                            |                                                  |
| Tereza Carrar         | Paștile Terezei Carrar | B. Brecht                                  | Teatrul Național - București                     |
| Stagiunea 1962-1963   | |                                            |                                                  |
| O femeie              | Cercul de cretă caucazian | B. Brecht                                  | Teatrul Național - București                     |
| Stagiunea 1964-1965   | |                                            |                                                  |
| Miss Brady            | Rădăcini | A. Wesker                                  | Teatrul Regional "Barbu Delavrancea" - București |
| Stagiunea 1976-1977   | |                                            |                                                  |
| Actrița               | Oamenii cavernelor | W. Sarroyan                                | Teatrul Mic - București                          |

## Filmografie
- Pădurea îndrăgostiților (1946) – Silvia
- Pasărea furtunii (1957) - Acsinia
- Bijuterii de familie (1958) – Eleonora Lascari
- Setea (1961) – soția lui Gavrilă Ursu
- Poveste sentimentală (1962) – Doftoroaia
- Codin (1963) – Catrina
- Amintiri din copilărie (1965) – mătușa Mărioara
- Atunci i-am condamnat pe toți la moarte (1972) – Fumegoaia
- Nunta de piatră (1972) - cârciumăreasa
- Felix și Otilia (1972) – Marina
- Frații Jderi (1974) – țiganca Chira
- Duhul aurului (1974) – cârciumăreasa
- Ștefan cel Mare - Vaslui 1475 (1975) – țiganca Chira
- Ilustrate cu flori de cîmp (1975) – Niculina
- Tănase Scatiu (1976) – Profira, mama lui Tănase